# Tamara (film 2005)
Tamara – amerykański horror z 2005 roku w reżyserii Jeremy'ego Hafta.

## Obsada
- Jenna Dewan - Tamara Riley
- Katie Stuart - Chloe
- Chad Faust - Jesse
- Bryan Clark - Shawn
- Melissa Elias - Kisha
- Gil Hacohen - Patrick
- Marc Devigne - Roger
- Matthew Marsden - Bill Natolly
- Claudette Mink - Alison Natolly
- Chris Sigurdson - Pan Riley
- Brandy Jaques - Recepcjonistka
- Ernesto Griffith - Gliniarz
- Jeffrey Reddick - Lekarz
- Brian Davisson - Ochroniarz
- Sarah Blondin - Uczennica pierwszego roku

## Fabuła
Tytułowa bohaterka filmu jest nieśmiałą, pełną kompleksów uczennicą w amerykańskiej szkole średniej, która jest skrycie zakochana w przystojnym nauczycielu, a w wolnych chwilach zajmuje się okultyzmem i magią. Tamara jest obiektem prześladowań ze strony kolegów w szkole, którzy przy każdej okazji dręczą ją i poniżają. Podczas jednego z kawałów, w wyniku nieszczęśliwego wypadku Tamara umiera. Przerażeni dręczyciele decydują się zakopać ciało w lesie. Jednak następnego dnia Tamara wraca do szkoły odmieniona.